# Irina Covaliu
Irina Draghici-Covaliu (Brașov, 22 settembre 1974) è un'ex schermitrice rumena, specializzata nella sciabola.

## Biografia
Ai campionati mondiali di scherma ha conquistato una medaglia d'argento nella gara di sciabola a squadre a Nimes nel 2001, mentre ai campionati europei di scherma ha conquistato una medaglia d'argento nella gara di sciabola a squadre a Copenaghen nel 2004.
È sposata con Mihai Covaliu.

## Palmarès
In carriera ha conseguito i seguenti risultati:
- Mondiali

Nimes 2001: argento nella sciabola a squadre.
- Europei

Copenaghen 2004: argento nella sciabola a squadre.